# HuCard

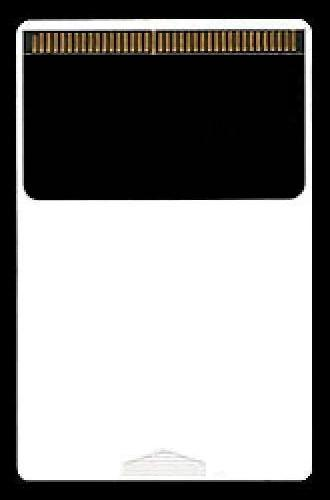
HuCARD

Een HuCard (in de Verenigde Staten TurboChip)is een gegevens- en mediadrager ter grootte van een creditcard die door Hudson Soft is ontworpen en geproduceerd. 
HuCards werden toegepast in NEC's PC Engine en SuperGrafx spelcomputers. Een HuCard bevat een chip of geïntegreerde schakeling die dicht op de connectoren is geplaatst en door een plastic afdeklaag wordt beschermd. In vergelijking tot de destijds meer traditionele spelcartridges die vrijwel door elk spelcomputersysteem werden gebruikt, waaronder Nintendo's NES en Sega's Master System zijn HuCard relatief klein en compact.
Een HuCard is vergelijkbaar met een BeeCard, een eveneens door Hudson Soft ontwikkelde geheugenkaart die werd gebruikt voor de MSX-computerstandaard. Een BeeCard is iets dunner en bevat 32 connectoren terwijl de HuCard er 38 heeft.